# Iragareddihalli, Gudibanda
Iragareddihalli là một làng thuộc tehsil Gudibanda, huyện Kolar, bang Karnataka, Ấn Độ.